# Manfred Schullian
Manfred Schullian (Bolzano, 9 marzo 1962) è un politico italiano.

## Biografia
Originario di Caldaro sulla Strada del Vino, Schullian ha studiato germanistica e giurisprudenza (materia in cui è laureato) presso l'università di Innsbruck. Dal 1990 esercita la professione di avvocato a Bolzano.
È altresì noto come scrittore: ha pubblicato un libro per l'infanzia e una raccolta di racconti. Tra le sue attività si menziona anche la presidenza della cantina vinicola Erste+Neue, una delle più importanti di Caldaro.
Si è impegnato in politica dapprima nel suo comune d'origine, Caldaro (inizialmente con una lista civica, poi nelle file della Südtiroler Volkspartei), venendo più volte eletto in consiglio comunale tra il 1990 e il 2010 ed entrando a far parte della giunta comunale come assessore all'urbanistica, edilizia, traffico e polizia dal 2005 al 2015.

### Elezione a deputato
Sebbene si fosse piazzato solo al quarto posto (su 5 concorrenti, precedendo il solo Klaus Ladinser) nel turno di elezioni primarie indette dalla SVP per ripartire le candidature ai due rami del Parlamento, alle elezioni politiche del 2013 è stato comunque eletto deputato nella circoscrizione Trentino-Alto Adige. 
Viene riconfermato alla camera bassa anche nella tornata elettorale del 2018, in occasione della quale si presenta nella lista proporzionale SVP-PATT per il collegio plurinominale Trentino-Alto Adige - 01. Il 18 aprile 2018 diviene presidente del gruppo misto della Camera dei deputati, succedendo a Federico Fornaro.
Alle elezioni politiche del 2022 viene eletto nel collegio uninominale Trentino-Alto Adige - 03 (Bolzano/Bozen) per la SVP con il 32,94% dei voti, precedendo Sabrina Adami del centrodestra (25,08%) ed Elide Mussner del centrosinistra (22,44%). Il 18 ottobre viene confermato presidente del gruppo misto della Camera.

## Opere
- Balduin der Kofferfisch. Provinz-Verlag, Bressanone 2006, ISBN 978-88-88118-43-7
- Die Essenz der getrockneten Tomate. Edizioni Raetia, Bolzano 2007, ISBN 978-88-7283-289-9